# Марка НДР
Ма́рка Німе́цької Демократи́чної Респу́бліки (нім. Mark der Deutschen Demokratischen Republik, скор. Mark der DDR, DDR-Mark, також називалася Deutsche Mark) — грошова одиниця Німецької Демократичної Республіки. Була внутрішньою неконвертованою валютою. Ввезення та вивезення за межі країни заборонялося і каралося штрафом.
Після завершення Другої світової війни переможена союзниками Німеччина була розділена на чотири зони окупації: американську, британську, французьку і радянську. 20 червня 1948 року в односторонньому порядку у трьох західних зонах була введена Німецька марка (ФРН) (нім. Deutsche Mark). У відповідь, 24 червня 1948 року, в радянській зоні окупації була заснована своя грошова одиниця. Німецька марка радянської зони (пізніше — НДР) у 1974 році була перейменована в марку НДР (нім. Mark der DDR) і проіснувала до 1990 року.
Марка випускалася з 1948 року Німецьким емісійним банком, а з 1968 року — Державним банком НДР. Грошова одиниця мала такі офіційні назви:
- Німецька марка Німецького емісійного банку (Deutsche Mark, DM) — з 24 липня 1948 року по 31 липня 1964;
- Марка Німецького емісійного банку (Mark der Deutschen Notenbank, MDN) — з 1 серпня 1964 по 31 грудня 1967;
- Марка (Mark, M) Німецької Демократичної Республіки (Марка НДР) — з 1 січня 1968 року до 30 червня 1990.

В 1 марці — 100 пфенігів (Pf).

## Історія

### Введення
20 червня 1948 року у західних окупаційних зонах Німеччини, взамін рейхсмарки, була введена в обіг німецька марка (Банку німецьких земель, пізніше Бундесбанку). Знецінені рейхсмарки заполонили радянську окупаційну зону Німеччини, де вони все ще були законним платіжним засобом. Це призвело до стрімкої інфляції: всі готівкові гроші, що знаходилися в обігу в Східній Німеччині, знецінилися практично за одну ніч. Як екстрений відповідний захід, 23 червня 1948 року, був проведений обмін старих рейхсмарок на нові — ті ж самі рейхсмарки, але з гербовою наклейкою радянської влади. Обмінювалося максимум 70 старих рейхсмарок на людину за курсом 1:1, що перевищує суму за курсом 10:1 за умови, що їх власник міг довести законність їх походження. У ході грошової реформи, що почалася з 24 липня 1948 року, для обміну на марки Німецького емісійного банку приймалися тільки банкноти з гербовою наклейкою.

### Грошові реформи
Провівши конституційні реформи 1968 і 1974 років, керівництво НДР все більше віддалялося від початкової мети створення єдиної Німеччини і замінило слово «Німеччини» у багатьох назвах на «НДР». Так змінилася і назва грошової одиниці: з німецької марки — на марку НДР. Німецький емісійний банк став Державним банком НДР.
У рамках грошової реформи у 1964 році Німецька марка була перейменована в Марку Німецького емісійного банку (нім. Mark der Deutschen Notenbank, MDN). 12 грудня 1967 року послідувала наступна зміна назви. Тепер гроші називалися офіційно марками НДР (нім. Mark der DDR), або просто марками. Щоб відрізняти від Німецької марки ФРН, часто іменувалися неофіційно «східними марками». Багато монет, аж до 1980-х років, носили напис «Deutsche Mark». Вони були поступово замінені на зовні однакові монети з написом «Mark».
Золотий вміст марки було встановлено 29 жовтня 1953 року в 0,399902 г чистого золота. Офіційний курс Держбанку СРСР марки НДР до радянського карбованця з 1 січня 1961 року становив: 100 марок НДР = 40 крб. 50 коп. (1 крб. = 2,47 марки НДР). Неторгові розрахунки з соціалістичними країнами (наприклад, обмінні операції при поїздках громадян) здійснювалися із застосуванням знижки з офіційного курсу і вироблялися за співвідношенням 100 марок НДР = 31 крб. 25 коп. (1 крб. = 3,20 марки НДР). При цьому ввезення та вивезення готівки були заборонені, громадянам же країн-членів РЕВ дозволялося ввозити і вивозити валюту в межах 250 марок НДР. При поїздках до країн-членів РЕВ громадяни НДР, на основі взаємності, могли обмінювати національну валюту на валюту країни перебування в межах узгоджених сум (з більшістю країн у межах суми, еквівалентної 30 крб.).

### Падіння муру і валютний союз
Після падіння Берлінського муру, наприкінці 1989 року марки НДР обмінювалися на марки ФРН на чорному ринку за ринковим курсом. У той час, як офіційно курс становив 1:1, на якийсь час курс чорного ринку досяг рівня 10:1, але потім швидко стабілізувався у межах від 3:1 до 5:1. Після того, як було прийняте рішення про валютний союз між НДР та ФРН, офіційний курс обміну становив 3:1. За цим курсом у відділеннях Державного банку НДР дозволялося обмінювати гроші в обох напрямках без обмеження до 30 червня 1991 року. Протягом першого півріччя 1990 року на ринках НДР за таким курсом можна було купувати товари західного виробництва за марки НДР або ФРН.
Офіційний обмінний курс марки НДР при введенні німецької марки ФРН становив 2:1. У відношенні фізичних осіб діяли спеціальні правила. Встановлювалася сума, яку можна було обміняти за пільговим курсом 1:1. Встановлювалися три вікові категорії населення, кожній з яких відповідала певна сума, яку можна було обміняти за пільговим курсом 1:1 : 2000 марок — для осіб до 14 років; 4000 марок — для осіб до шістдесяти років і 6000 марок — для осіб старших шістдесяти років. Економічний і валютний союз набув чинності 1 липня 1990 року.
Переведення зарплат і тарифів на комунальні послуги на нову грошову одиницю проводився за курсом 1:1. Подорожчали товари, на які були скасовані дотації.
З 1 липня 1990 року єдиним офіційним платіжним засобом на території НДР стала німецька марка ФРН. Деякий час на території НДР продовжували ходіння монети номіналом менше однієї марки у зв'язку з тим, що Бундесбанк спочатку не зміг забезпечити необхідну кількість дрібних монет.

## Монети

### Обігові монети

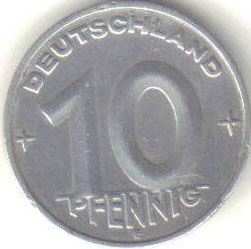
10 пфенігів 1950 р.
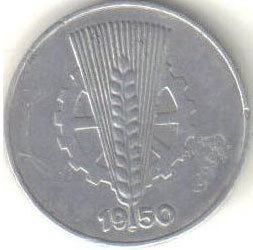
Аверс монет 1949-1950 рр.
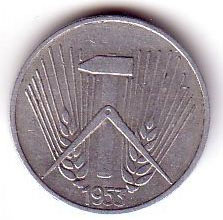
Аверс монет 1952 р.
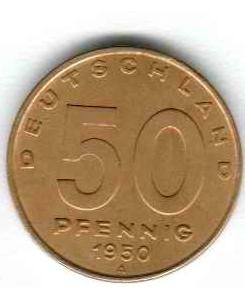
50 пфенігів 1950 р.
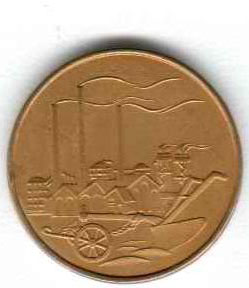
50 пфенігів 1950 р.
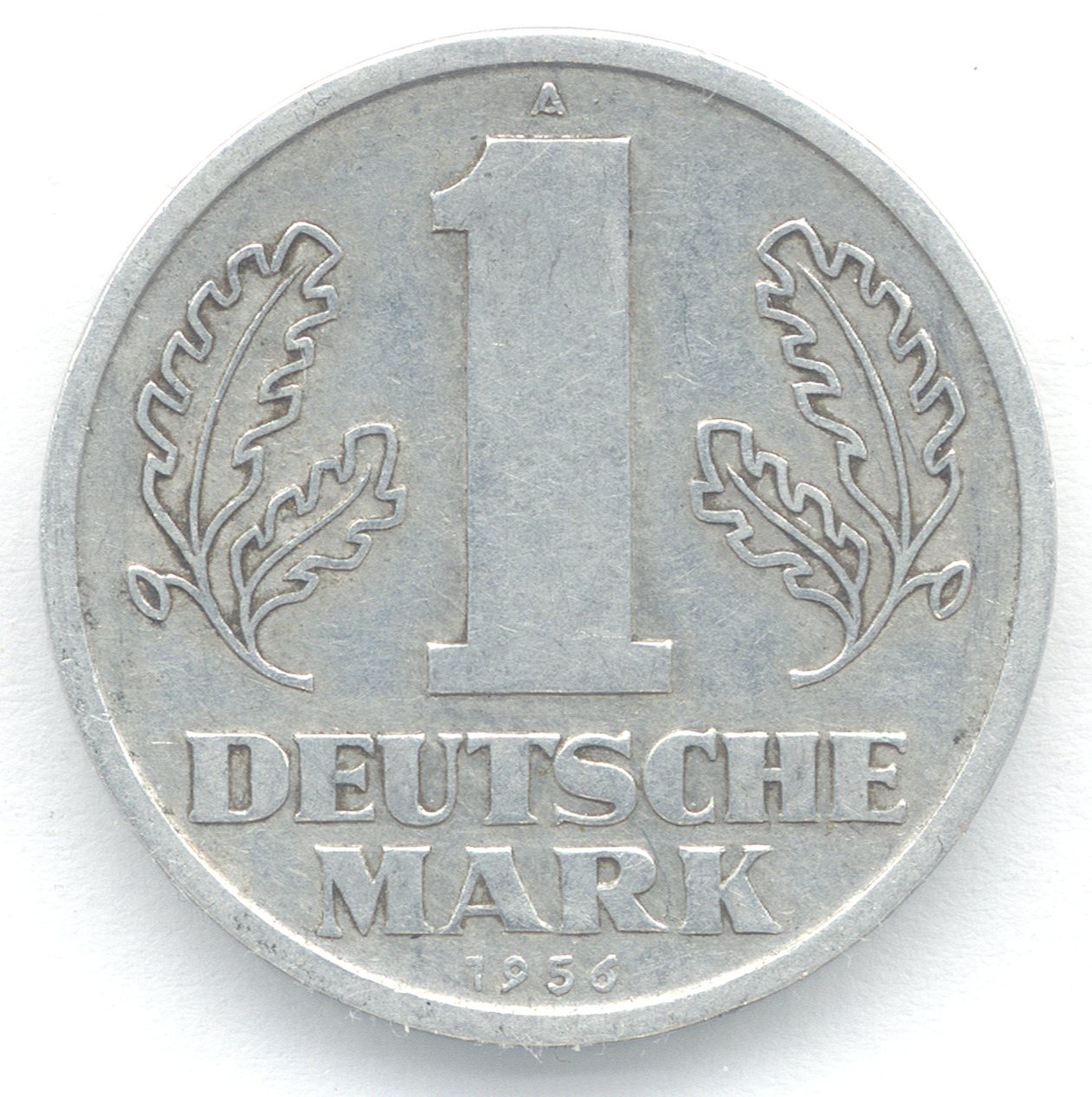
1 марка 1957 р.
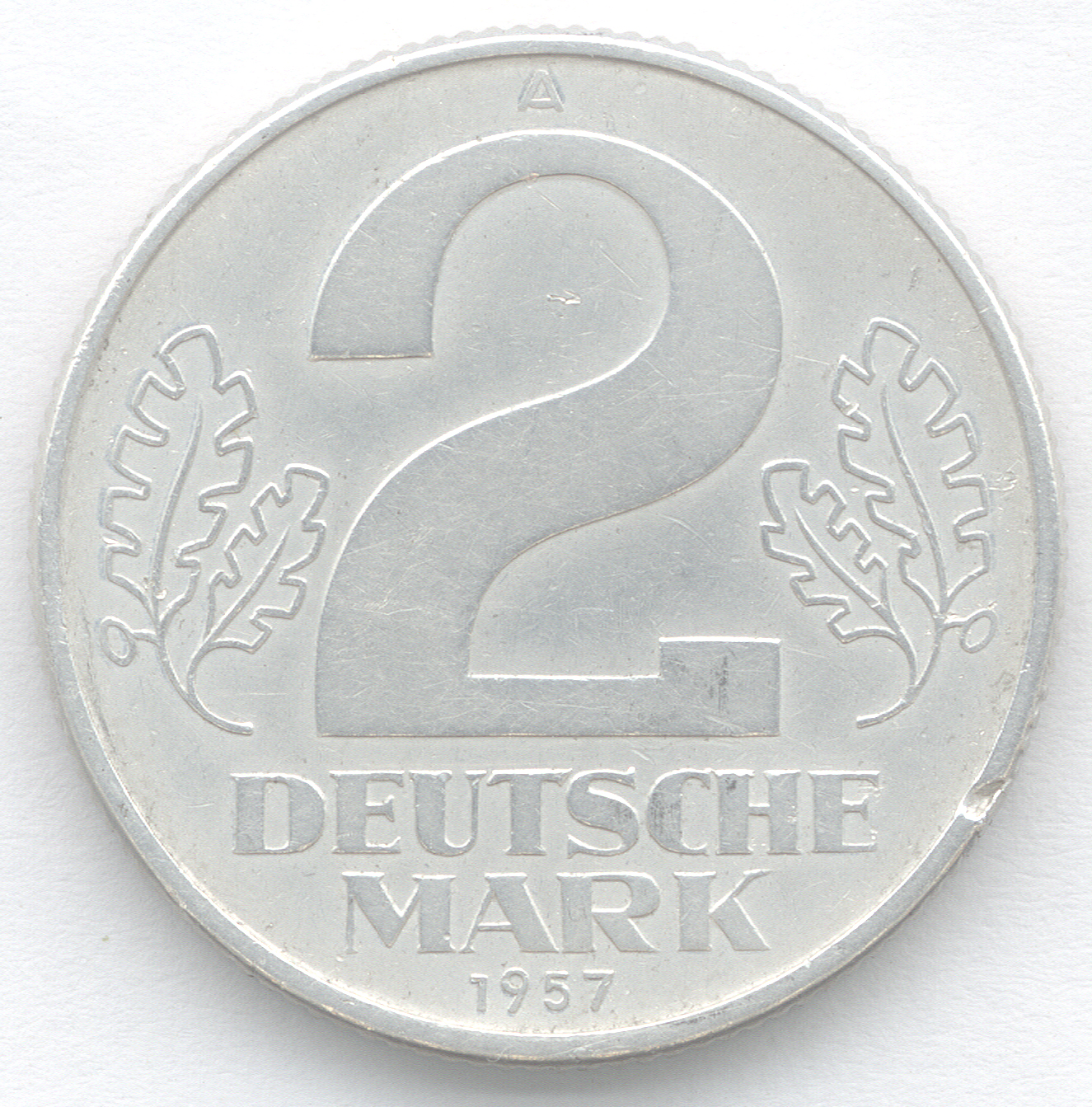
2 марки 1957 р.

Спершу 1948 р. в обіг випустили дрібні алюмінієві монети 1, 5 та 10 пфенігів, де на аверсі був зображений колос та зубчасте колесо з датою внизу. Дизайн аверсу був заснований на пробній монеті для Райхскомісаріату Україна, яка не була випущена до обігу. Згодом, 1949—1950 р., були відкарбовані бронзові монети номіналом 50 пфенігів, на аверсі яких був зображений завод.
На серії 1952 р. монети 1, 5 та 10 пфенігів зберегли реверс з номіналом, але мали новий аверс — з молотом та циркулем в обрамленні колосся з датою внизу. Інші номінали не карбувалися.
Починаючи з 1956 р., в обіг входять спочатку монети 50 пфенігів, а наступного року — 1 та 2 марки з новим дизайном аверсу (з гербом НДР) та реверсу (пласкі цифри з дубовим листям). З 1960 р. в обіг надходять також монети дрібніших номіналів з таким самим новим дизайном. Всі вони також були алюмінієвими. Виключенням була бронзова монета 20 пфенігів, яку використовували для грошових автоматів; дизайн її аверсу також був відмінним від решти.
З 1968 р. дизайн монет з 1 до 50 пфенігів зазнав дрібних змін на реверсі з номіналом (змінилися пропорції деталей, цифри номіналу збільшилися в розмірі).
З 1972 р. номінал монет в 1 та 2 марки, замість попереднього «deutsche Mark», тепер був просто «Mark». На цих монетах шрифт напису Deutsche demokratische Republik на аверсі збільшився, а герб зменшився.
| Монети НДР регулярного карбування (остання серія) | Монети НДР регулярного карбування (остання серія) | Монети НДР регулярного карбування (остання серія) | Монети НДР регулярного карбування (остання серія) | Монети НДР регулярного карбування (остання серія) | Монети НДР регулярного карбування (остання серія) | Монети НДР регулярного карбування (остання серія) | Монети НДР регулярного карбування (остання серія) | Монети НДР регулярного карбування (остання серія) | Монети НДР регулярного карбування (остання серія) | Монети НДР регулярного карбування (остання серія) |
| Зображення                                        | Номінал                                           | Діаметр (мм)                                      | Маса (г)                                          | Матеріал                                          | Опис                                              | Опис                                              | Опис                                              | Дата карбування                                   | Дата карбування                                   |                                                   |
| Зображення                                        | Номінал                                           | Діаметр (мм)                                      | Маса (г)                                          | Матеріал                                          | Гурт                                              | Аверс                                             | Реверс                                            | введення                                          | вилучення                                         |                                                   |
| ------------------------------------------------- | ------------------------------------------------- | ------------------------------------------------- | ------------------------------------------------- | ------------------------------------------------- | ------------------------------------------------- | ------------------------------------------------- | ------------------------------------------------- | ------------------------------------------------- | ------------------------------------------------- | ------------------------------------------------- |
|                                                   | 1 пфенніг                                         | 17                                                | 0,75                                              | алюміній Al97/Mg03                                | гладкий                                           | герб НДР                                          | номінал                                           | 1 травня 1960                                     | 30 червня 1991                                    |                                                   |
|                                                   | 5 пфенігів                                        | 19                                                | 1,10                                              | алюміній Al97/Mg03                                | гладкий                                           | герб НДР                                          | номінал                                           | 15 травня 1968                                    | 30 червня 1991                                    |                                                   |
|                                                   | 10 пфенігів                                       | 21                                                | 1,50                                              | алюміній Al97/Mg03                                | гладкий                                           | герб НДР                                          | номінал                                           | 1 грудня 1963                                     | 30 червня 1991                                    |                                                   |
|                                                   | 20 пфенігів                                       | 22,2                                              | 5,4                                               | латунь Cu63/Zn37                                  | гладкий                                           | герб НДР                                          | номінал                                           | 1 серпня 1969                                     | 30 червня 1991                                    |                                                   |
|                                                   | 50 пфенігів                                       | 23                                                | 2,0                                               | алюміній Al97/Mg03                                | рубчастий                                         | герб НДР                                          | номінал                                           | 1 червня 1958                                     | 30 червня 1991                                    |                                                   |
|                                                   | 1 марка                                           | 25                                                | 2,5                                               | алюміній Al97/Mg03                                | ⋆ (зірочки)                                       | герб НДР                                          | номінал                                           | 2 липня 1956                                      | 30 июня 1990                                      |                                                   |
|                                                   | 2 марки                                           | 27                                                | 3,0                                               | алюміній Al97/Mg03                                | рубчастий                                         | герб НДР                                          | номінал                                           | 1 червня 1957                                     | 30 июня 1990                                      |                                                   |

### Пам'ятні монети
Починаючи з 1966 року випускалися пам'ятні монети номіналом 5, 10 і 20 марок. Перші монети у 10 і 20 марок були випущені 1 грудня 1966 року, а 5 марок — 16 грудня 1968 року.
| 5 марок до 20-ї річниці утворення НДР | 5 марок до 20-ї річниці утворення НДР | 5 марок до 20-ї річниці утворення НДР | 5 марок до 20-ї річниці утворення НДР | 5 марок до 20-ї річниці утворення НДР | 5 марок до 20-ї річниці утворення НДР | 5 марок до 20-ї річниці утворення НДР | 5 марок до 20-ї річниці утворення НДР | 5 марок до 20-ї річниці утворення НДР | 5 марок до 20-ї річниці утворення НДР | 5 марок до 20-ї річниці утворення НДР |
| Зображення                            | Номінал                               | Діаметр (мм)                          | Маса (г)                              | Матеріал                              | Опис                                  | Опис                                  | Опис                                  | Дата                                  | Дата                                  |                                       |
| Зображення                            | Номінал                               | Діаметр (мм)                          | Маса (г)                              | Матеріал                              | Гурт                                  | Аверс                                 | Реверс                                | введення                              | вилучення                             |                                       |
| ------------------------------------- | ------------------------------------- | ------------------------------------- | ------------------------------------- | ------------------------------------- | ------------------------------------- | ------------------------------------- | ------------------------------------- | ------------------------------------- | ------------------------------------- | ------------------------------------- |
|                                       | 5 марок                               | 29                                    | 9,7                                   | латунь Cu90/Ni10                      | 5 MARK⋆                               | герб НДР                              | напис «XX років НДР» І номінал        | 25 вересня 1969                       | 30 червня 1990                        |                                       |

## Банкноти
| Серія 1971—1985 років                                                     | Серія 1971—1985 років | Серія 1971—1985 років | Серія 1971—1985 років | Серія 1971—1985 років | Серія 1971—1985 років                                    | Серія 1971—1985 років | Серія 1971—1985 років | Серія 1971—1985 років |
| Зображення                                                                | Зображення            | Номінал (марок)       | Розміри (мм)          | Основні кольори       | Опис                                                     | Опис | Опис                  | Роки друку            |
| Аверс                                                                     | Реверс                | Номінал (марок)       | Розміри (мм)          | Основні кольори       | Аверс                                                    | Ревеср | Водяний знак          | Роки друку            |
| ------------------------------------------------------------------------- | --------------------- | --------------------- | --------------------- | --------------------- | -------------------------------------------------------- | --- | --------------------- | --------------------- |
|                                                                           |                       | 5                     | 113×50                | фіолетовий            | лідер Селянської війни у Німеччині Томас Мюнцер          | п'ять зернозбиральних комбайнів Fortschritt E 512 и Вантажний автомобіль IFA W50                                               |                       | 1975                  |
|                                                                           |                       | 10                    | 120,5×53              | коричневий            | Німецька комуністка і борець за права жінок Клара Цеткін | молода інженерка у пульту управління                                                                                           |                       | 1971                  |
|                                                                           |                       | 20                    | 128×56                | зелений               | Йоганн Вольфганг фон Гете                                | группа школярів на виході з сучасної школи                                                                                     | портрет Гете          | 1975                  |
|                                                                           |                       | 50                    | 136×59                | червоний              | Фрідріх Енгельс, один з ідеологів соціалізму             | трубопроводи й труби великого промислового комплексу                                                                           |                       | 1971                  |
|                                                                           |                       | 100                   | 145×62                | синій                 | Автор вчення комунізму Карл Маркс                        | Вулиця Унтер-ден-Лінден з краєвидом на Палац республіки. На задньому фоні можна побачити берлінську телевежу і Червону ратушу. |                       | 1975                  |
|                                                                           |                       | 200                   | 152×64                | зелений               | сім'я з двома дітьми на фоні типової новобудови          | дитячий садок з вихователькою та вісьмома дітьми                                                                               | голуби миру           | 1985*                 |
|                                                                           |                       | 500                   | 160×68                | коричневий            | герб НДР                                                 | Будівля Державної ради НДР | Герб НДР              | 1985*                 |
| Масштаб зображень — 1,0 пікселя на міліметр. * — не знаходились в обороті |                       |                       |                       |                       |                                                          | |                       |                       |

### 200 і 500 марок НДР
В 1985 році Державний банк НДР надрукував банкноти номіналом 200 і 500 марок на суму в мільярди марок. За рішенням партії Вони не були пущені в оборот в зв'язку з побоюваннями, що народ може сприйняти їх як ознаку інфляції. З іншої сторони, торгівля потребувала такі банкноти при продажу деяких товарів (наприклад, автомобілей). Про існування цих банкнот стало відомо лише після Колапсу НДР.

## Форум-чеки

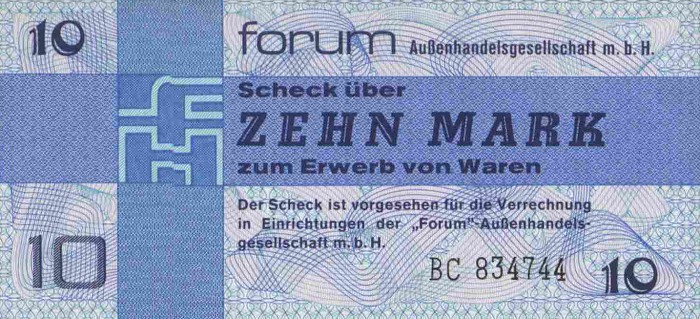
Форум-чек на суму 10 марок

Аналогічно до інших соціалістічних країн, у НДР вільний обмін валюти був заборонений. Іноземну тверду валюту, зароблену за кордоном, можна було з певними обмеженнями обміняти на спеціальні валютні чеки («форум-чеки»). Ці чеки можна було витратити у спеціальних магазинах, де продавалися товари підвищеного попиту, недоступні за звичайні обігові марки (наприклад, кава, постачання якої в останні роки існування НДР було вкрай обмеженим). Обмін форум-чеків на звичайні марки НДР був заборонений і переслідувався так само, як і вільний обмін іноземної валюти.
Найдрібнішим номіналом форум-чеків була 1 марка; здачу у чекових магазинах зазвичай давали цукерками.

## Знищення
Було переплавлено близько 4500 тонн монет, але значна кількість монет збереглася у приватних колекціях.
Усі банкноти, що перебували в обігу (а це близько 100 мільярдів марок, або 620 мільйонів банкнот, що становили обсяг у 4500 м³), включаючи незапущені в обіг банкноти номіналом у 200 і 500 марок, протягом 1990—1991 років перебували на зберіганні у двох 300-метрових штольнях неподалік від міста Хальберштадта. Штольні були запечатані двометровими бетонними пломбами і забезпечені важкими сталевими дверима. У вологій атмосфері шахти паперові гроші повинні були пройти через природне розкладання. У липні 2001 року стало відомо, що двом мешканцям міста (24 і 26 років) вдалося проникнути на склад і викрасти велику кількість банкнот. Викрадачі були засуджені до 4-х місяців позбавлення волі. Нині ці викрадені банкноти у 200 і 500 марок зрідка з'являються в колах колекціонерів.
Після крадіжки та у зв'язку з недостатньо швидким розкладанням банкнот, було прийнято рішення їх спалити. У березні 2002 року гроші були витягнуті зі штольні, й у квітні того ж року в Шенінгені почалося їх знищення, яке тривало до 25 червня.